# Наркевич Софія Куприянівна
Софія Куприянівна Наркевич, до шлюбу Павлович (28 серпня 1928, с. Вузляни, Пуховицький район, Мінська область — 6 липня 2009) — білоруська свинарка та політична діячка, Герой Соціалістичної Праці (22.03.1966).

## Біографія
З 1948 року свинарка колгоспу імені Куйбишева в селі Вузляни. Звання Героя Соціалістичної Праці присвоєно (1966) за успіхи в розвитку тваринництва. Депутатка Верховної Ради Білоруської РСР (1963-1967).